# Какатоїс білохвостий
Какатоїс білохвостий (Calyptorhynchus baudinii) — вид папугоподібних птахів родини какадових (Cacatuidae).

## Назва
Вид Calyptorhynchus baudinii названо на честь французького мандрівника Ніколя Бодена (1754—1803).

## Поширення
Ендемік Австралії. Поширений на південному заході країни між Пертом, Олбані та річкою Маргарет. Живе у відкритих евкаліптових лісах.

## Опис
Тіло завдовжки до 56 см, крила — до 38 см, вага до 800 г. Забарвлення оперення чорно-буре із зеленуватим відтінком, все пір'я облямовані біло-жовтим. В області вуха є біла пляма. На хвості є поперечна смуга теж білого кольору. Чубчик на голові складається з широких пір'я. Дзьоб дуже широкий, набагато перевершує довжину; у самця — чорного кольору, у самиці — кольору кістки.

## Поведінка
Трапляється парами, у негніздовий сезон великими зграями. Живиться насінням, плодами, ягодами, квітами, комахами, хробаками. Гніздо облаштовує у дуплі високого дерева. У кладці 1-2 яйця, але виживає лише одне пташеня, друге зазвичай помирає протягом 48 годин після народження. Оперяється пташеня до 10-11 тижня, але тримається поруч із батьками весь рік (до наступного сезону розмноження).